# Tournoi féminin de hockey sur gazon aux Jeux olympiques d'été de 2012
Cet article traite de l'épreuve féminine. Pour la compétition masculine, voir Tournoi masculin de hockey sur gazon aux Jeux olympiques d'été de 2012.
Navigation
Pékin 2008 Rio de Janeiro 2016
Le tournoi féminin de hockey sur gazon aux Jeux olympiques d'été de 2012 se tient à Londres du 29 juillet au 10 août 2012. Les matchs ont lieu au sein de la Riverbank Arena située dans le parc olympique de Londres.
La médaille d'or revient aux Pays-Bas, la médaille d'argent à l'Argentine et la médaille de bronze à la Grande-Bretagne.

## Qualifications
Dans l'épreuve féminine, chaque champion continental reçoit une place aux côtés du pays organisateur la Grande-Bretagne (ordinairement, l'Angleterre, le Pays de Galles et l'Écosse concourent séparément dans la plupart des compétitions, mais pour ces Jeux ils envoient une équipe ensemble gérée par la Fédération anglaise de hockey).
En fonction du classement mondial FIH, l'Europe, l'Asie et l'Océanie bénéficient d'une place supplémentaire chacun. Les trois dernières places sont attribuées en fonction des tournois de qualification.
| Date                   | Tournoi                                               | Lieu            | Qualifiés                  |
| ---------------------- | ----------------------------------------------------- | --------------- | -------------------------- |
|                        | Organisateur                                          |                 | Royaume-Uni                |
| 13 au 24 novembre 2010 | Jeux asiatiques de 2010                               | Canton          | Chine Corée du Sud         |
| 20 au 28 août 2011     | Championnat d'Europe de hockey sur gazon féminin 2011 | Mönchengladbach | Pays-Bas Allemagne         |
| 2 au 11 septembre 2011 | Tournoi africain de qualification                     | Bulawayo        | Afrique du Sud             |
| 5 au 9 octobre         | Coupe de l'Océanie 2011                               | Hobart          | Nouvelle-Zélande Australie |
| 19 au 29 octobre 2011  | Jeux panaméricains de 2011                            | Guadalajara     | États-Unis                 |
| 15 au 26 février 2012  | Tournoi de qualification olympique n°1                | New Delhi       | Afrique du Sud             |
| 17 au 25 mars 2012     | Tournoi de qualification olympique n°2                | Kontich         | Belgique                   |
| 25 avril au 6 mai 2012 | Tournoi de qualification olympique n°3                | Kakamigahara    | Japon                      |
|                        | Meilleure équipe mondiale non-qualifiée               |                 | Argentine                  |

## Format de la compétition
Les douze équipes qualifiées sont réparties en deux poules de six équipes chacune. Au sein de chaque poule, toutes les équipes se rencontrent. Trois points sont attribués pour une victoire, un pour un match nul, et aucun pour une défaite. Les deux premières équipes de chaque poule sont qualifiées pour les demi-finales, les autres participent à un match de classement.
| Poule A          | Poule B              |
| ---------------- | -------------------- |
| Pays-Bas (1)     | Argentine (2)        |
| Royaume-Uni (4)  | Allemagne (3)        |
| Chine (5)        | Nouvelle-Zélande (6) |
| Japon (8)        | Australie (7)        |
| Corée du Sud (9) | États-Unis (10)      |
| Belgique (16)    | Afrique du Sud (12)  |

## Tour préliminaire
Toutes les heures correspondent au British Summer Time (UTC+1).

### Poule A
Classement
| Rang | Équipe       | Pts | J | V | N | P | BP | BC | Diff |
| ---- | ------------ | --- | - | - | - | - | -- | -- | ---- |
| 1    | Pays-Bas     | 15  | 5 | 5 | 0 | 0 | 12 | 5  | +7   |
| 2    | Royaume-Uni  | 9   | 5 | 3 | 0 | 2 | 14 | 7  | +7   |
| 3    | Chine        | 7   | 5 | 2 | 1 | 2 | 6  | 3  | +3   |
| 4    | Corée du Sud | 3   | 5 | 2 | 0 | 3 | 9  | 13 | -4   |
| 5    | Japon        | 4   | 5 | 1 | 1 | 3 | 4  | 9  | -5   |
| 6    | Belgique     | 2   | 5 | 0 | 2 | 3 | 2  | 10 | -8   |

|  | Qualifié pour les quarts de finale                                                                                                  |
|  | Dispute les matchs de classements                                                                                                   |
|  | Pts : Points gagnés • J Joués • V : Victoires • N : Matches nuls • P : Perdus BP : Buts pour • BC : Buts contre • Diff : Différence |

Matches
| Pays                | Équipes             | Score               | Équipes             | Pays                |
| Dimanche 29 juillet | Dimanche 29 juillet | Dimanche 29 juillet | Dimanche 29 juillet | Dimanche 29 juillet |
| ------------------- | ------------------- | ------------------- | ------------------- | ------------------- |
|                     | Pays-Bas            | 3 – 0               | Belgique            |                     |
|                     | Chine               | 4 – 0               | Corée du Sud        |                     |
|                     | Royaume-Uni         | 4 – 0               | Japon               |                     |
| Mardi 31 juillet    |                     |                     |                     |                     |
|                     | Pays-Bas            | 3 - 2               | Japon               |                     |
|                     | Chine               | 0 – 0               | Belgique            |                     |
|                     | Royaume-Uni         | 5 – 3               | Corée du Sud        |                     |
| Jeudi 2 août        |                     |                     |                     |                     |
|                     | Corée du Sud        | 1 – 0               | Japon               |                     |
|                     | Chine               | 0 – 1               | Pays-Bas            |                     |
|                     | Belgique            | 0 – 3               | Royaume-Uni         |                     |
| Samedi 4 août       |                     |                     |                     |                     |
|                     | Pays-Bas            | 3 – 2               | Corée du Sud        |                     |
|                     | Japon               | 1 - 1               | Belgique            |                     |
|                     | Chine               | 2 – 1               | Royaume-Uni         |                     |
| Lundi 6 août        |                     |                     |                     |                     |
|                     | Japon               | 1 - 0               | Chine               |                     |
|                     | Corée du Sud        | 3 – 1               | Belgique            |                     |
|                     | Royaume-Uni         | 1 – 2               | Pays-Bas            |                     |

### Poule B
Classement
| Rang | Équipe           | Pts | J | V | N | P | BP | BC | Diff |
| ---- | ---------------- | --- | - | - | - | - | -- | -- | ---- |
| 1    | Argentine        | 10  | 5 | 3 | 1 | 1 | 12 | 4  | +8   |
| 2    | Nouvelle-Zélande | 10  | 5 | 3 | 1 | 1 | 9  | 5  | +4   |
| 3    | Australie        | 10  | 5 | 3 | 1 | 1 | 5  | 2  | +3   |
| 4    | Allemagne        | 7   | 5 | 2 | 1 | 2 | 6  | 7  | -1   |
| 5    | Afrique du Sud   | 3   | 5 | 1 | 0 | 4 | 9  | 14 | -5   |
| 6    | États-Unis       | 3   | 5 | 1 | 0 | 4 | 4  | 13 | -9   |

|  | Qualifié pour les quarts de finale                                                                                                  |
|  | Dispute les matchs de classements                                                                                                   |
|  | Pts : Points gagnés • J Joués • V : Victoires • N : Matches nuls • P : Perdus BP : Buts pour • BC : Buts contre • Diff : Différence |

Matches
| Pays                | Équipes             | Score               | Équipes             | Pays                |
| Dimanche 29 juillet | Dimanche 29 juillet | Dimanche 29 juillet | Dimanche 29 juillet | Dimanche 29 juillet |
| ------------------- | ------------------- | ------------------- | ------------------- | ------------------- |
|                     | Nouvelle-Zélande    | 1 – 0               | Australie           |                     |
|                     | Argentine           | 7 – 1               | Afrique du Sud      |                     |
|                     | Allemagne           | 2 – 1               | États-Unis          |                     |
| Mardi 31 juillet    |                     |                     |                     |                     |
|                     | Afrique du Sud      | 1 - 4               | Nouvelle-Zélande    |                     |
|                     | Argentine           | 0 - 1               | États-Unis          |                     |
|                     | Allemagne           | 1 - 3               | Australie           |                     |
| Jeudi 2 août        |                     |                     |                     |                     |
|                     | Australie           | 1 – 0               | États-Unis          |                     |
|                     | Afrique du Sud      | 0 – 2               | Allemagne           |                     |
|                     | Nouvelle-Zélande    | 1 – 2               | Argentine           |                     |
| Samedi 4 août       |                     |                     |                     |                     |
|                     | Australie           | 1 – 0               | Afrique du Sud      |                     |
|                     | États-Unis          | 2 – 3               | Nouvelle-Zélande    |                     |
|                     | Allemagne           | 1 – 3               | Argentine           |                     |
| Lundi 6 août        |                     |                     |                     |                     |
|                     | Nouvelle-Zélande    | 0 – 0               | Allemagne           |                     |
|                     | États-Unis          | 0 – 7               | Afrique du Sud      |                     |
|                     | Argentine           | 0 – 0               | Australie           |                     |

## Matchs de classement
| 11e et 12e places         | Belgique | 2 - 1   | États-Unis | Riverbank Arena, Londres |  |
| 10 août 2012 11 h 00 WEST |          | (1 – 1) |            |                          |  |

| 9e et 10e places         | Japon | 2 - 1   | Afrique du Sud | Riverbank Arena, Londres |  |
| 8 août 2012 11 h 00 WEST |       | (0 – 1) |                |                          |  |

| 7e et 8e places         | Corée du Sud | 1 - 4   | Allemagne | Riverbank Arena, Londres |  |
| 8 août 2012 8 h 30 WEST |              | (1 – 2) |           |                          |  |

| 5e et 6e places          | Chine | 0 - 2   | Australie | Riverbank Arena, Londres |  |
| 10 août 2012 8 h 30 WEST |       | (0 – 0) |           |                          |  |

## Phase finale
|  | Demi-finales              | Demi-finales             |                        |   | Finale                    | Finale                    |
|  | Demi-finales              | Demi-finales             |                        |   | Finale                    | Finale                    |
|  |                           |                          |                        |   |                           |                           |
|  | 8 août 2012 15 h 30 WEST  | 8 août 2012 15 h 30 WEST |                        |   | 10 août 2012 20 h 00 WEST | 10 août 2012 20 h 00 WEST |
|  | 8 août 2012 15 h 30 WEST  | 8 août 2012 15 h 30 WEST |                        |   | 10 août 2012 20 h 00 WEST | 10 août 2012 20 h 00 WEST |
|  | Pays-Bas                  | 2 (3)                    |                        |   | 10 août 2012 20 h 00 WEST | 10 août 2012 20 h 00 WEST |
|  | Pays-Bas                  | 2 (3)                    |                        |   | 10 août 2012 20 h 00 WEST | 10 août 2012 20 h 00 WEST |
|  | Nouvelle-Zélande          | 2 (1)                    |                        |   | 10 août 2012 20 h 00 WEST | 10 août 2012 20 h 00 WEST |
|  | Nouvelle-Zélande          | 2 (1)                    | Pays-Bas               | 2 |                           |                           |
|  | 8 août 2012 20 h 00 WEST  |                          | Pays-Bas               | 2 |                           |                           |
|  |                           | Argentine                | 0                      |   |                           |                           |
|  | Argentine                 | Argentine                | 0                      | 2 |                           |                           |
|  | Argentine                 |                          |                        | 2 |                           |                           |
|  | Grande-Bretagne           | 1                        |                        |   |                           |                           |
|  | Grande-Bretagne           | 1                        | Match pour la 3e place |   |                           |                           |
|  |                           |                          |                        |   |                           |                           |
|  | 10 août 2012 15 h 30 WEST |                          |                        |   |                           |                           |
|  |                           |                          |                        |   |                           |                           |
|  | Nouvelle-Zélande          | 1                        |                        |   |                           |                           |
|  | Nouvelle-Zélande          | 1                        |                        |   |                           |                           |
|  | GrandeBretagne            | 3                        |                        |   |                           |                           |
|  | GrandeBretagne            | 3                        |                        |   |                           |                           |

### Demi-finales
| Demi-finale n°1          | Pays-Bas | 2 - 2 3 - 1 tab | Nouvelle-Zélande | Riverbank Arena, Londres |  |
| 8 août 2012 15 h 30 WEST |          | (2 – 2)         |                  |                          |  |

| Demi-finale n°2          | Argentine | 2 - 1   | Royaume-Uni | Riverbank Arena, Londres |  |
| 8 août 2012 20 h 00 WEST |           | (2 – 0) |             |                          |  |

### Petite finale
| Petite finale             | Nouvelle-Zélande | 1 - 3   | Grande-Bretagne | Riverbank Arena, Londres |  |
| 10 août 2012 15 h 30 WEST |                  | (0 – 0) |                 |                          |  |

### Finale
| Finale                    | Pays-Bas | 2 - 0   | Argentine | Riverbank Arena, Londres |  |
| 10 août 2012 20 h 00 WEST |          | (0 – 0) |           |                          |  |

## Classement et statistiques

### Classement final
| Médaille d'or      | Pays-Bas         |
| Médaille d'argent  | Argentine        |
| Médaille de bronze | Grande-Bretagne  |
| 4                  | Nouvelle-Zélande |
| 5                  | Australie        |
| 6                  | Chine            |
| 7                  | Allemagne        |
| 8                  | Corée du Sud     |
| 9                  | Japon            |
| 10                 | Afrique du Sud   |
| 11                 | Belgique         |
| 12                 | États-Unis       |

### Meilleures buteuses
| Rang | Nom            | Pays             | Buts |
| ---- | -------------- | ---------------- | ---- |
| 1    | Crista Cullen  | Grande-Bretagne  | 5    |
| 1    | Alex Danson    | Grande-Bretagne  | 5    |
| 3    | Cheon Seul-Ki  | Corée du Sud     | 4    |
| 3    | Kim Lammers    | Pays-Bas         | 4    |
| 3    | Carla Rebecchi | Argentine        | 4    |
| 3    | Kayla Sharland | Nouvelle-Zélande | 4    |
| 7    | Luciana Aymar  | Argentine        | 3    |
| 7    | Pietie Coetzee | Afrique du Sud   | 3    |
| 7    | Lisa Hahn      | Allemagne        | 3    |
| 7    | Maartje Paumen | Pays-Bas         | 3    |
| 7    | Fanny Rinne    | Allemagne        | 3    |